# Abel Baptista
Abel Lima Baptista (* 13. Oktober 1963) ist ein portugiesischer Politiker der CDS-PP.
Baptista studierte Rechtswissenschaften. Er war Director do Departamento der Câmara Municipal von Lamego, Director do Centro Distrital de Solidariedade in Viana do Castelo, Chefe de Divisão bei der Câmara Municipal von Nazaré und Beigeordneter der Câmara Municipal von Ponte de Lima.
Seit der Parlamentswahl im Februar 2005 ist er Mitglied der Assembleia da República und vertritt dort den Wahlkreis Viana do Castelo.